# Ana Vergara
Ana Vergara (* 12. Januar 2002 in Santander) ist eine spanische Beachvolleyballspielerin.

## Karriere

### Karriere Universität
2022 schrieb sich die in der Hauptstadt Kantabriens geborene Athletin an der Texas Christian University (TCU) ein. Als Freshman startete sie in die Saison mit zehn aufeinanderfolgenden Siegen. Acht davon waren gegen Gegnerinnen, die im Ranking höher gelistet waren. Die Gesamtbilanz der Spielzeit war 28:4. In vierzehn Dreisatzbegegnungen verlor sie nur zweimal mit ihrer jeweiligen Partnerin. Dies gelang bis zu diesem Zeitpunkt noch keiner Studentin in der Geschichte der Uni. Als Sophomore hatte sie mit 27 Spielgewinnen bei sechs Niederlagen fast genauso gute Resultate. Bemerkenswert war vor allem die 10:0 Serie mit Neuling Anhelina Chmil. 2024 war die Spanierin, gemeinsam mit Sutton MacTavish an Nummer zwei gesetzt, eine der Schlüsselspielerinnen des Titelgewinns der Hochschule in der Conference USA (CUSA). Die Gesamtbilanz des Jahres war 24:10.
Das absolute Highlight kam jedoch erst eine Spielzeit später. Waren 27 Spielgewinne in 29 Begegnungen schon eine außergewöhnliche Leistung, waren es die 21 Siege ohne eine einzige Niederlage an der Seite von Chmil um so mehr. In den vier Partien mit der Ukrainerin in den National Collegiate Athletic Association (NCAA)-Finals blieb das Duo ungeschlagen. Das letzte gewonnene Spiel der beiden brachte den Horned Frogs einen von drei Punkten im Endspiel ein und sorgte mit dafür, dass die TCU zum ersten Mal in ihrer Geschichte Champion der bedeutendsten Universitätsmeisterschaft der Vereinigten Staaten im Beachvolleyball wurde.

### Karriere CEV und FIVB
Nach einem fünften Rang bei einem nationalen Turnier in der Hauptstadt ihres Heimatlandes wurden Tania Moreno und Ana Vergara 2019 Vizeeuropameisterinnen der unter Achtzehnjährigen. Zwei Jahre später konnten sie diese Platzierung beim nächstälteren Jahrgang wiederholen und gehörten bei der U19- und U21-Weltmeisterschaft zur Runde der besten Sechzehn. Die beiden wurden außerdem Dritte bei der spanischen Meisterschaft. Zwischenzeitlich hatte die Kantabrierin mit anderen Partnerinnen zweimal das Achtelfinale der U22-EM erreicht. Nachdem ihr 2022 keine erwähnenswerte Ergebnisse gelangen, brachte eine Spielzeit später die Partnerschaft mit Sofía Izuzquiza die besten Resultate. Das Beachpaar stand beim kontinentalen Titelkampf der unter Zweiundzwanzigjährigen auf der untersten Stufe des Podests und belegte bei den Futures in Madrid sowie in Leuven den geteilten fünften Rang. 2025 kam eine Bronzemedaille beim gleichartigen Wettbewerb in Sweti Wlas dazu. Nach neunten Plätzen in Krakau und Genf erreichten Marta Carro und Ana Vergara in Montpellier mit etwas Glück als Lucky Loser den Hauptwettbewerb und bezwangen nach dem dritten Platz im Pool die Niederländerinnen Mexime van Driel und Kirsten Bröring in der Runde der Zwölf. Der geteilte fünfte Rang war das von den beiden bis zu diesem Zeitpunkt beste Ergebnis, das sie als Beachpaar erzielt hatten.
Gemeinsam mit Tania Moreno und Daniela Álvarez wurden Vergara und ihre früheren Partnerin Sofía González anschließend in das Nationalteam für den Finalwettbewerb beim Beachvolleyball Nations Cup berufen. Dort gewann Spanien die Bronzemedaille. Das an Position zwei für sein Heimatland aufgestellte Duo stand danach beim Challenge in Baden ein weiteres Mal auf der gleichen Seite des Netzes. Das Beachpaar von der Iberischen Halbinsel überstand zunächst zwei Qualifikationsrunden und sicherte sich anschließend den dritten Platz im Pool. Nach dem Erfolg über Kimberly Hildreth und Teegan Van Gunst aus den Vereinigten Staaten in der Runde der 24 konnten erst die deutschen Eventsiegerinnen Linda Bock und Louisa Lippmann die Spanierinnen stoppen. Für Ana Vergara war der geteilte neunte Platz beim erstmaligen Erreichen des Hauptwettbewerbs eines höherwertigen Turniers der internationalen Beachserie eines der wertvollsten Resultate ihrer bisherigen Karriere.

## Auszeichnungen
- 2024: CUSA All-Academic First Team mit Sutton MacTavish
- 2025: Big 12 Conference Team des Jahres mit Anhelina Chmil[2]